# پاتریک همیلتون
آنتونی والتر پاتریک همیلتون (انگلیسی: Anthony Walter Patrick Hamilton؛ ۱۷ مارس ۱۹۰۴–۲۳ سپتامبر ۱۹۶۲) نمایشنامه‌نویس و رمان‌نویس انگلیسی بود. گراهام گرین و جی بی پریستلی او را بسیار مورد توجه قرار دادند و مطالعه در مورد رمان‌های او به دلیل سبک متمایز آنها مطالبی نوشته و سعی در احیای آن داشته‌اند و با استفاده از شیوه روایت داستان به سبک دیکنز برای انتقال جنبه‌هایی از فرهنگ داستان‌های خیابانی لندن در زمان جنگ به باز نشر آثار او پرداخته‌اند. آنها در دست نوشته‌هایشان، همدردی شدیدی با فقرا و همچنین یک نوع شوخ‌طبعی را نشان می‌دهند. دوریس لسینگ، نویسنده و شاعر بریتانیایی در سال ۱۹۶۸ روزنامه تایمز نوشت: «همیلتون رمان‌نویس شگفت‌انگیزی بود که متأسفانه به شدت مورد غفلت واقع شد».
دو نمایشنامه موفق او، با نام‌های طناب (فیلم) و چراغ گاز در فیلم‌های موفقی دست مایهٔ تولید قرار گرفت و طناب اثر آلفرد هیچکاک در سال (۱۹۴۸) و نمایشگر گاز (یک فیلم ساخت انگلیس) در سال (۱۹۴۰) ساخته و پس از آن نسخه آمریکایی آن نیز در سال ۱۹۴۴ ساخته شد. اصطلاح مدرن "روشن کردن گاز "، برای نوعی سوءاستفاده روانی عمدی، از بازی او ناشی می‌شود.

## زندگی و آثار

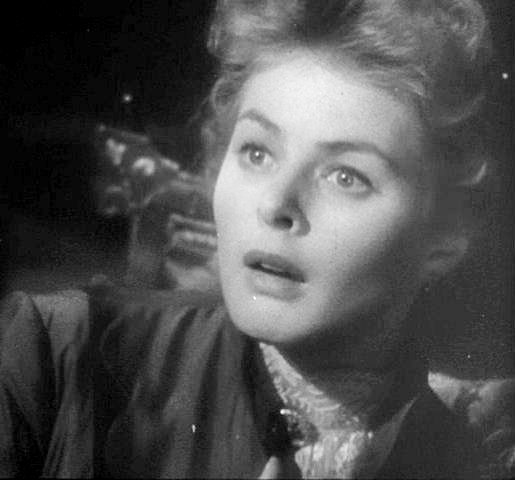
تصویر اینگرید برگمن را نشان می دهد که با گاز روشن می شود.

همیلتون در ۱۷ مارس ۱۹۰۴، از پدر و مادری نویسنده در دهکده ساسکس هاسوک، نزدیک برایتون متولد شد. او بیشتر دوران کودکی خود را به دلیل اعتیاد به الکل و بی کفایتی پدرش، در خانه‌های شبانه‌روزی در چیزویک و هوو گذراند. تحصیلات او بسیار کوتاه و موقت بود و درست پس از پانزدهمین سالگرد تولدش، که مادرش او را از مدرسه وست مینستر کنار گذاشت، از ادامهٔ تحصیل بازماند. اولین اثر منتشر شده او شعری با نام «بهشت»، بود که در مجله بررسی شعر در سال ۱۹۱۹ به چاپ رسید. خواهرش لالا، با نام هنری دیانا همیلتون در فیلم Outward Bound و ساتن وین به ایفای نقش پرداخت.
پس از گذشت مدت کوتاهی که او به عنوان بازیگر مشغول به فعالیت بود، توانست با انتشار داستان‌هایش در اوایل بیست سالگی در روزنامه صبح دوشنبه (۱۹۲۵) که مدت یک سال برای آن زمان صرف کرده بود، به یک رمان‌نویس ماهر تبدیل شود. Craven House (1926) و Twopence Colored (1928) دو اثری بودند که پس از این زمان به نشر رسیدند، اما نباید فراموش کرد که موفقیت واقعی او، از نمایش طناب (۱۹۲۹، معروف به Rope's End in America) نشئت می‌گیرد.
داستان زنگ نیمه شب (۱۹۲۹) بر اساس عشقی است که او نسبت به فاحشه پیدا می‌کند و بعدتر، این اثر، به همراه محاصره لذت (۱۹۳۲) و دشت‌های سیمان (۱۹۳۴) به عنوان مجموعه آثار سه‌گانه، در کتابی با عنوان بیست هزار خیابان زیر آسمان در سال ۱۹۳۵که نیم نگاهی به زندگینامه او نیز داشت، منتشر شد.
همیلتون از بسیاری از جنبه‌های زندگی مدرن بدش می‌آمد. او در اواخر دهه ۱۹۲۰ توسط راننده یک اتومبیل به شکل فجیعی مورد سوءاستفاده قرار گرفت. پایان بندی رمان او با عنوان آقای استیمپسون و آقای گورس (۱۹۵۳)، با چشم‌اندازی از انگلستان که در میان هیاهوی سوسک‌های فلزی غرق شده‌است، نشان دهنده انزجار وی از ماشین هاست، اما با این حال، علی‌رغم بیزاری از فرهنگی که در آن فعالیت می‌کرد، به عنوان یک نویسنده مهم، یکی از عوامل محبوب ریشه ساز آن بود. فروش دو نمایشنامه موفق او، با عناوین طناب و چراغ گاز (۱۹۳۸، معروف به خیابان آنجل در ایالات متحده)، توانست همیلتون را به مردی ثروتمند مبدل سازد و همچنین، همین نمایشنامه‌ها به عنوان دستمایه ساخت مهم‌تری فیلم‌های موفق آمریکایی با نام‌های چراغ گاز و طناب ود.